# S/S Warjo
S/S Warjo var ett fartyg som sjösattes i Danmark 1927 och levererades till Stockholms Rederi AB Svea den 29 oktober 1927. Fartyget köptes i maj 1957 till Siljarederiet och insattes i trafik mellan Stockholm och Helsingfors, hon trafikerade även Västerås–Åbo. Sju år senare, 1964, såldes hon till Göteborg för upphuggning. Upphuggningen genomfördes inte utan hon såldes på nytt 1965 och hamnade i Grekland och döptes om till Maria. Efter att ha haft varierande ägare i Grekland och på Cypern blev hon av med sin klassning 1981 och lades upp, två år senare skrotades hon.